# Atilio Borón
Atilio Alberto Borón (Buenos Aires, 1º de julho de 1943) é um sociólogo, politólogo, catedrático e ensaísta argentino. 
Doutor em Ciência Política pela Universidade de Harvard (Cambridge, Massachusetts). Professor consultor da Faculdade de Ciências Sociais da Universidade de Buenos Aires e pesquisador adscrito ao IEALC (Instituto de Estudos de América Latina e o Caribe) de referida faculdade. É diretor do Ciclo de Complementação Curricular em História de América Latina da Faculdade de Humanidades e Artes da Universidade Nacional de Avellaneda, e dirige o PLED (Programa de Educação a Distância em Ciências Sociais do Centro Cultural da Cooperação Floreal Gorini). De extensa carreira no campo das ciências sociais, há alguns anos aposentou-se como Pesquisador Superior do CONICET, categoria máxima dessa instituição para a Carreira de Pesquisador Cientista.

## Biografia

### Formação acadêmica
Obteve seu Ph. D. em ciência política pela Universidade Harvard, com a aprovação de sua tese doutoral sobre A Formação e Crise do Estado Oligárquico Argentino: 1880–1930, em julho de 1976. É Mestre em ciência política pela Faculdade Latino-americana de Ciências Sociais (FLACSO) (Santiago do Chile, 1968). Em 1969, participou de um curso de verão organizado pela Universidade de Michigan (Ann Arbor) sobre metodologias quantitativas avançadas para o estudo da política. É bacharel em Sociologia com Diploma de Honra pela Pontifícia Universidade Católica da Argentina (UCA) (1965).

### Obras
- 2021 (1991): Memorias del capitalismo salvaje. Argentina de Alfonsín a Menem. 2ª ed. Buenos Aires: CLACSO. 340 p. ISBN 978-987-722-913-4. [1ª ed. publicada por Ediciones Imago Mundi, Buenos Aires. 195 p. ISBN 950-99671-4-9]. Disponível para baixar em: https://www.clacso.org.ar
- 2020: Bitácora de un Navegante. Teoría política y dialéctica de la historia latinoamericana. Buenos Aires: CLACSO. ISBN 978-987-722-711-6. [Compilação da obra escrita pelo autor ao longo dos últimos cinquenta anos].
- 2019: El Hechicero de la Tribu. Mario Vargas Llosa y el liberalismo en América Latina. 1ª ed. Cidade de México: AKAL.
- 2014 (2008): Socialismo siglo XXI. ¿Hay vida después del neoliberalismo?. Hondarribia (España): Argitaletxe Hiru, 164 p. ISBN 978-84-96584-29-7 (1ª Ed. Buenos Aires: Ediciones Luxemburg. ISBN 978-987-24286-2-4).
- 2012: América Latina en la Geopolítica del Imperialismo. 1ª ed. Buenos Aires: Ediciones Luxemburg. ISBN 978-987-1709-19-9.[6]
- 2012: Crisi di civiltá e agonía del capitalismo. Dialoghi con Fidel Castro. Roma: Natura Avventura Edizioni ISBN 978-88-95009-10-0.
- 2011: Aristóteles em Macondo: reflexões sobre poder, democracia e revolução na América Latina. Rio de Janeiro: Pão e Rosas.
- 2010: O Socialismo no século 21. Há vida após o neoliberalismo?. São Paulo: Expressão Popular.
- 2010: Den Sozialismus neu denken. Hamburg: VSA Verlag. ISBN 978-3-89965-423-3
- 2010: El Terrorismo de Estado en la Argentina: apuntes sobre su historia y sus consecuencias (com Osvaldo Bayer  e  Julio Cesar Gambina). Buenos Aires: Ediciones del Instituto Espacio para la Memoria. ISBN 978-987-23578-7-0.
- 2009: Crisis civilizatoria y agonía del capitalismo. Diálogos con Fidel Castro. Buenos Aires: Ediciones Luxemburg. ISBN 978-987-24286-5-5.
- 2009: El Lado Oscuro del Imperio. La violación de los derechos humanos por los Estados Unidos (com Andrea Vlahusic). Caracas: Red de Intelectuales y Artistas en Defensa de la Humanidad, Buenos Aires: Ediciones Luxemburg. ISBN 978-98724286-8-6.
- 2009: Aristóteles en Macondo. Notas sobre el fetichismo democrático en América Latina. 1ª ed. Córdoba (Argentina): Ediciones Espartaco. ISBN 978-987-1277-14-8.
- 2008: Consolidando la explotación. La academia y el Banco Mundial contra el pensamiento crítico. 1ª ed. Córdoba (Argentina): Ediciones Espartaco. ISBN 978-987-1277-09-4.
- 2007: Reflexiones sobre el poder, el estado y la revolución. Córdoba: Ediciones Espartaco. ISBN 978-987-1277-05-6. Reedição aumentada de um texto originalmente publicado em 2006, em La Habana (Cuba), pelo Centro de Investigación y Desarrollo de la Cultura Cubana Juan Marinello).
- 2006 (2003): Filosofia política contemporânea: controvérsias sobre civilização (organizador). 1ª ed. em português. Trad. por María Encarnación Moya. Buenos Aires: CLACSO; São Paulo: Departamento de Ciência Política. Faculdade de Filosofia, Letras e Ciências Humanas da USP. 405 p. ISBN 987-1183-40-2 [originalmente publicado em espanhol com o título Filosofía política contemporánea: controversias sobre civilización, imperio y ciudadanía. Buenos Aires: CLACSO. ISBN 950-9231-87-8]. Ambas as edições disponíveis para baixar em: https://www.clacso.org.ar
- 2006: La teoría marxista hoy. Problemas y perspectivas. Coeditado com Javier Amadeo e Sabrina González. Buenos Aires: CLACSO. 512 p. ISBN 987-1183-52-6. Disponível para baixar em: https://www.clacso.org.ar
- 2006 (2005):  Política y movimientos sociales en un mundo hegemónico. Lecciones desde África, Asia y América Latina. Coeditado com Gladys Lechini. Buenos Aires: CLACSO. 416 p. ISBN 987-1183-41-0. [Originalmente publicado como: Politics and Social Movements in a Hegemonic World. Lessons from Africa, Asia and Latin America. Buenos Aires: CLACSO. ISBN 987-1183-19-4]. Disponível para baixar em: https://www.clacso.org.ar
- 2005: OSAL Nº 15. Los desafíos de América Latina y las elecciones en EEUU.  Los foros sociales. Balances y documentos. Editor. Buenos Aires: CLACSO. ISBN 1515-3282. Disponível para baixar em: https://www.clacso.org.ar
- 2005 (2004): Nova hegemonia mundial. Alternativas de mudança e movimentos sociais (compilador). São Paulo: CLACSO. ISBN 987-1183-09-7. [Publicado originalmente em espanhol com o título: Nueva Hegemonía Mundial Alternativas de cambio y movimientos sociales. Buenos Aires: CLACSO. 195 p. ISBN 950-9231-96-7; também disponível em inglês]. Versões em espanhol e inglês disponíveis para baixar em: https://www.clacso.org.ar
- 2004: Teoría e filosofía política. São Paulo: CLACSO. EDUSP. ISBN 85-314-0813-X.
- 2004: Imperio & Imperialismo. Una lectura crítica de Michael Hardt y Antonio Negri. Buenos Aires: CLACSO. 102 p. ISBN 950-9231-75-4 [Publicada originalmente como: Empire & imperialism. A critical reading of Michael Hardt and Antonio Negri (New York: Zed Books)]. Também traduzida para o português, o francês e o italiano. Versão em espanhol disponível para baixar em: https://www.clacso.org.ar
- 2004: Tiempos violentos. Neoliberalismo, globalización y desigualdad en América Latina (compilação com J. C. Gambina e N. Minsburg). Buenos Aires: CLACSO. 205 p. ISBN 950-9231-43-6. Disponível para baixar em: https://www.clacso.org.ar
- 2003: El capitalismo y las democracias en América Latina. México D.F.: Universidad de la Ciudad de México - Postgrado en Humanidades y Ciencias Sociales. 55 p. ISBN 968- 5720-02-9.
- 2003 (1991): Estado, capitalismo y democracia en América Latina. 4ª ed. (edição corrigida e ampliada). Buenos Aires: CLACSO. 319 p. ISBN 950-9231-88-6  [Publicada em português por Paz e Terra: São Paulo e Rio de Janeiro, Brasil]. Versão em espanhol disponível para baixar em: https://www.clacso.org.ar
- 2002: Filosofia Política Marxista. Trad. Sandra Trabucco Valenzuela. São Paulo: Cortez Editora. ISBN 85-249-0906-4, 240 p.
- 2003: La filosofía política clásica. De la antigüedad al Renacimiento. Compilador. Buenos Aires: CLACSO. 200 p. ISBN 950-9231-42-8. Disponível para baixar em: https://www.clacso.org.ar
- 2002: Teoría y filosofía política. La recuperación de los clásicos en el debate latinoamericano  (compilação; com Álvaro de Vita). Buenos Aires: CLACSO. 302 p.  ISBN 950-9231-73-8. Disponível para baixar em: https://www.clacso.org.ar
- 2001: Teoría y filosofía política. La tradición clásica y las nuevas fronteras. Compilador. Buenos Aires: CLACSO. 222 p. ISBN 950-9231-41-X. Disponível para baixar em: https://www.clacso.org.ar
- 2001: A Coruja de Minerva. Mercado contra a democracia no capitalismo contemporâneo. Petrópolis (Brasil): CLACSO, LPP, Vozes. 247 p. ISBN 853262612-2.

## Prêmios e reconhecimentos
- 2019: Doutor Honoris Causa pela  Universidade Nacional de Pilar, Argentina.[7]
- 2017: Doutor Honoris Causa pela  Universidade Nacional de Missiones, Argentina.[1]
- 2016: Doutor Honoris Causa pela Universidade Nacional de Córdoba da Argentina.[8]
- 2014: Doutor Honoris Causa pela Universidade Nacional de Cuyo, Argentina.[5]
- 2013: Premio Libertador al Pensamento Crítico, outorgado pelo Ministério do Poder Popular para a Cultura da República Bolivariana de Venezuela, pela obra América Latina en la geopolítica del imperialismo.[6][9]
- 2012: Distinçao Félix Elmuza, outorgada pelo Conselho de Estado de Cuba, através da Unión de Periodistas de Cuba.[9]
- 2010: Doutor Honoris Causa pela Universidade Nacional de Salta, Argentina.[9]
- 2009: Prêmio Internacional UNESCO José Martí[9][10]
- 2004: Prêmio honorífico de ensaio  Ezequiel Martínez Estrada, da Casa das Américas (La Habana, Cuba), pelo livro: Imperio e Imperialismo. Una lectura crítica de Michael Hardt y Antonio Negri"[9][11]
- Doutor Honoris Causa pela Universidade Nacional Experimental Rafael María Baralt de Cabimas (Zulia, Venezuela)[3].